# پنج مرد از ادو
پنج مرد از ادو (به ژاپنی: 大江戸五人男, Oedo gonin otoko) (به انگلیسی: Five Men of Edo) یک فیلم جیدایگکی به کارگردانی ایتو دایسوکه است که در سال ۱۹۵۱ منتشر شد. از بازیگران آن می‌توان به ایچیکاوا اوتائمون و ایسوزو یامادا اشاره کرد.

## خلاصه داستان
در طول قرن هفدهم، گروه‌های هاتاموتو، سامورایی‌های دست نشانده شوگونات توکوگاوا، در پایتخت جدید ادو ویرانی ایجاد می‌کردند. مخالف آنها بانزویی چوبی بود که تنها هدفش نجات ادو از هاتاموتو بود؛ زیرا رفتار خشونت‌آمیز آنها تهدیدی جهت متلاشی کردن ساختار جامعه محسوب می‌شد.